# Hexophthalma hahni
Hexophthalma hahni és un gènere d'aranyes araneomorfs de la família dels sicàrids (Sicariidae). Fou descrit per primera vegada per F. Karsch l'any 1878 amb el nom de Hexomma hahnii. Més endavant va ser fusionat dins el gènere Sicarius per Eugène Simon el 1893, anomenant-se Sicarius hahni. L'any 2017, a partir d'un estudi filogenètic de Magalhaes, Brescovit i Santos, es va veure que les espècies sud-africanes de Sicarius eren massa diferents i es va proposar recuperar el gènere Hexophthalma i, per tant, l'espècie s'anomena actualment Hexophthalma hahni.

## Distribució
Aquesta espècie es troba a Namíbia, a Zimbàbue i a Sud-àfrica.

## Verí
Aquestes aranues, com les d'altres espècies de la família Sicariidae, produeixen un verí que conté un agent necrosant de la pell (dermonecròtic); és la esfingomielina D, que només es troba en alguns bacteris patògens. Les espècies del gènere Sicarius semblen tenir un verí menys potent que les de "Hexophthalma". No obstant, la majoria de les espècies de Hexophthalama només han estat estudiades in vitro, i els efectes detallats del seu verí en humans i altres vertebrats són desconeguts.